# Ismael Cortinas (Politiker)

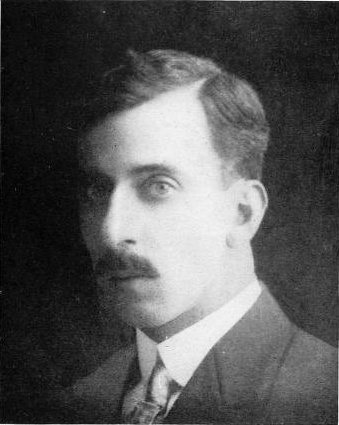
Ismael Cortinas (1921)

Ismael Cortinas (* 17. Juni 1884 in San José de Mayo; † 1940 in Montevideo) war ein uruguayischer Politiker, Journalist und Dramatiker.
Als Theaterautor trat Cortinas, der in Montevideo studierte, erstmals 1903 mit dem Stück Los dos altares in San José de Mayo in Erscheinung. Später folgten weitere Theaterstücke wie beispielsweise El Credo, La Rosa Natural, René Masón, Farsa Cruel und Otro Muerto. Als Journalist war er für die Zeitungen La Democracia und El Plata tätig. Zudem hatte er den Vorsitz der Sociedad Uruguaya de Autores Teatrales inne.
Cortinas, der der Partido Nacional angehörte, saß in der 25. Legislaturperiode ab dem 16. Februar 1915 zunächst als stellvertretender Abgeordneter für das Departamento San José in der Cámara de Representantes. In den drei folgenden Legislaturperioden hatte er dann jeweils ein Titularmandat für die Departamentos Montevideo, Salto und Soriano inne. Seine Zeit in der Abgeordnetenkammer, in der er 1924 Zweiter Vizepräsident war, endete am 26. März 1925. An jenem Tag wechselte er in die Cámara de Senadores. Das Senatorenmandat nahm er zunächst bis zum 22. August 1927 und ab dem 19. März 1928 bis zum 20. März 1929 wahr. In dieser Zeit wirkte er 1929 in Nachfolge auf Duvimioso Terra als Senatspräsident und gehörte seit 1929 bis zum Putsch unter Gabriel Terra im Jahre 1933 dem Consejo Nacional de Administración an.
Im Departamento Flores wurde die am 18. Oktober 1950 gegründete Stadt Ismael Cortinas nach ihm benannt.